# Ряд Гильберта и многочлен Гильберта
Функция Гильберта, ряд Гильберта и многочлен Гильберта градуированной коммутативной алгебры, конечно порождённой над полем — это три тесно связанных понятия, которые позволяют измерить рост размерности однородных компонент алгебры.
Эти понятия были распространены на фильтрованные алгебры и градуированные или фильтрованные модули над этими алгебрами, а также на когерентные пучки над проективными схемами.
Эти понятия часто используются в следующих ситуациях:
- Фактор кольца многочленов по однородному идеалу, градуированный полной степенью.
- Фактор кольца многочленов по идеалу, фильтрованный полной степенью.
- Фильтрация локального кольца степенями его максимального идеала.

Многочлен Гильберта и ряд Гильберта играют важную роль в вычислительной алгебраической геометрии, так как они предоставляют простейший известный способ вычисления размерности и степени алгебраического многообразия, заданного явными полиномиальными уравнениями.

## Определения и основные свойства
Рассмотрим конечно порождённую градуированную коммутативную алгебру S над полем K, которая является конечно порождённой элементами положительной степени. Это значит, что
{\displaystyle S=\bigoplus _{i\geq 0}S_{i}\ }
и что {\displaystyle S_{0}=K}.
Функция Гильберта
{\displaystyle HF_{S}\;:\;n\mapsto \dim _{K}\,S_{n}}
переводит целое число n в размерность векторного пространства Sn над полем K. Ряд Гильберта, который называется рядом Гильберта — Пуанкаре в более общей ситуации градуированных векторных пространств, — это формальный ряд
{\displaystyle HS_{S}(t)=\sum _{n=0}^{\infty }HF_{S}(n)\,t^{n}.}
Если S порождена h однородными элементами положительных степеней {\displaystyle d_{1},\ldots ,d_{h}}, то сумма ряда Гильберта является рациональной функцией
{\displaystyle HS_{S}(t)={\frac {Q(t)}{\prod _{i=1}^{h}(1-t^{d_{i}})}}\,,}
где Q — это многочлен с целыми коэффициентами.
Если S порождена элементами степени 1, то сумма ряда Гильберта может быть переписана как
{\displaystyle HS_{S}(t)={\frac {P(t)}{(1-t)^{\delta }}}\,,}
где P — многочлен с целыми коэффициентами, и {\displaystyle \delta } — размерность Крулля S.
В этом случае разложение этой рациональной функции в ряж имеет вид
{\displaystyle HS_{S}(t)=P(t)\,\left(1+\delta \,t+\cdots +{\binom {n+\delta -1}{\delta -1}}\,t^{n}+\cdots \right)}
где биномиальный коэффициент {\displaystyle {\binom {n+\delta -1}{\delta -1}}} равен {\displaystyle \;{\frac {(n+\delta -1)(n+\delta -2)\cdots (n+1)}{(\delta -1)!}}\;} при {\displaystyle n>-\delta } и нулю в противном случае.
Если {\displaystyle \textstyle P(t)=\sum _{i=0}^{d}a_{i}t^{i},}
то коэффициент при {\displaystyle t^{n}} в {\displaystyle HS_{S}(t)} — это
{\displaystyle HF_{S}(n)=\sum _{i=0}^{d}a_{i}{\binom {n-i+\delta -1}{\delta -1}}\,.}
При {\displaystyle n\geq i-\delta +1} член с индексом i в этой сумме — это многочлен от n степени {\displaystyle \delta -1} со старшим коэффициентом {\displaystyle a_{i}/(\delta -1)!.}
Это показывает, что существует единственный многочлен {\displaystyle HP_{S}(n)} с рациональными коэффициентами, который равен {\displaystyle HF_{S}(n)} при достаточно больших n. Этот многочлен называется многочленом Гильберта, и имеет вид
{\displaystyle HP_{S}(n)={\frac {P(1)}{(\delta -1)!}}\,n^{\delta -1}+{}{\text{terms of lower degree in }}n.}
Многочлен Гильберта — целозначный многочлен, так как размерности являются целыми числами, но он почти никогда не имеет целые коэффициенты.
Все эти определения можно распространить на конечно порождённые градуированные модули над S.
Функция Гильберта, ряд Гильберта и многочлен Гильберта фильтрованной алгебры вычисляются для ассоциированной градуированной алгебры.
Многочлен Гильберта проективного многообразия V в Pn определяется как многочлен Гильберта однородного координатного кольца V.

## Градуированные алгебры и кольца многочленов
Кольца многочленов и их факторы по однородным идеалам — это типичные градуированные алгебры. Обратно, если S — градуированная алгебра над полем K, порождённая n однородными элементами g1, ..., gn степени 1, то отображение, которое переводит Xi в gi, определяет гомоморфизм градуированных колец из {\displaystyle R_{n}=K[X_{1},\ldots ,X_{n}]} на S. Его ядро — однородный идеал I, и это определяет изоморфизм градуированных алгебр между {\displaystyle R_{n}/I} и S.
Таким образом, градуированные алгебры, порождённые однородными элементами степени 1 — это в точности факторы колец многочленов по однородным идеалам (с точностью до изоморфизма). Поэтому в последующих разделах этой статьи будут рассматриваться факторы колец многочленов по идеалам.

## Свойства ряда Гильберта

### Аддитивность
Ряд Гильберта и многочлен Гильберта аддитивны в точных последовательностях. Более точно, если
{\displaystyle 0\;\rightarrow \;A\;\rightarrow \;B\;\rightarrow \;C\;\rightarrow \;0}
является точной последовательностью градуированных или фильтрованных модулей, то мы имеем
{\displaystyle HS_{B}=HS_{A}+HS_{C}}
и
{\displaystyle HP_{B}=HP_{A}+HP_{C}.}
Это немедленно следует из аналогичного свойства для размерностей векторных пространств.

### Фактор по элементу, не являющемуся делителем нуля
Пусть A — градуированная алгебра и f — однородный элемент A степени d, который не является делителем нуля. Тогда мы имеем
{\displaystyle HS_{A/(f)}(t)=(1-t^{d})\,HS_{A}(t)\,.}
Это следует из аддитивности для точной последовательности
{\displaystyle 0\;\rightarrow \;A^{[d]}\;{\xrightarrow {f}}\;A\;\rightarrow \;A/f\rightarrow \;0\,,}
где стрелка с буквой f — это умножение на f, и {\displaystyle A^{[d]}} — это градуированный модуль, полученный из A сдвигом степеней на d, так что умножение на f имеет степень 0. В частности, {\displaystyle HS_{A^{[d]}}(t)=t^{d}\,HS_{A}(t)\,.}

### Ряд Гильберта и многочлен Гильберта кольца многочленов
Ряд Гильберта кольца многочленов {\displaystyle R_{n}=K[x_{1},\ldots ,x_{n}]} от {\displaystyle n} переменных равен
{\displaystyle HS_{R_{n}}(t)={\frac {1}{(1-t)^{n}}}\,.}
Из этого следует, что многочлен Гильберта равен
{\displaystyle HP_{R_{n}}(k)={{k+n-1} \choose {n-1}}={\frac {(k+1)\cdots (k+n-1)}{(n-1)!}}\,.}
Доказательство того, что ряд Гильберта имеет такой вид получается по индукции применением предыдущей формулы для фактора по элементу, не являющемуся делителем нуля (в нашем случае — по {\displaystyle x_{n}}) и из того, что {\displaystyle HS_{K}(t)=1\,.}

### Вид ряда Гильберта и размерность
Градуированная алгебра A, порождённая однородными элементами степени 1, имеет размерность Крулля 0, когда максимальный однородный идеал, то есть идеал, порождённый однородными элементами степени 1, нильпотентен. Из этого следует, что размерность A как векторного пространства надK конечна и что ряд Гильберта A — это многочлен P(t), такой, что P(1) равно размерности A как векторного пространства над K.
Если размерность Крулля A положительна, то существует однородный элемент f степени 1, не являющийся делителем нуля (на самом деле почти все элементы степени 1 таковы). Размерность Крулля A/(f) равна размерности Крулля A минус один.
Из аддитивности ряда Гильберта следует, что {\displaystyle HS_{A/(f)}(t)=(1-t)\,HS_{A}(t)}. Итерируя это размерность A раз, мы получаем алгебру размерности 0, ряд Гильберта которой — многочлен P(t). Это показывает, что ряд Гильберта A равен
{\displaystyle HS_{A}(t)={\frac {P(t)}{(1-t)^{d}}}}
где многочлен P(t) таков, что P(1) ≠ 0 и d — это размерность Крулля алгебры A.
Из этой формулы для ряда Гильберта следует, что степень многочлена Гильберта равна d и его старший коэффициент — {\displaystyle {\frac {P(1)}{d!}}}.

## Степень проективного многообразия и теорема Безу
Ряд Гильберта позволяет вычислить степень алгебраического многообразия как значение в 1 числителя ряда Гильберта. Это также даёт простое доказательство теоремы Безу.
Рассмотрим проективное алгебраическое множество V размерности большей нуля, определённое как множество нулей однородного идеала {\displaystyle I\subset k[x_{0},x_{1},\ldots ,x_{n}]}, где k — поле, и пусть {\displaystyle R=k[x_{0},\ldots ,x_{n}]/I}. Если f — однородный многочлен степени {\displaystyle \delta }, который не является делителем нуля в R, точная последовательность
{\displaystyle 0\;\rightarrow \;R^{[\delta ]}\;{\xrightarrow {f}}\;R\;\rightarrow \;R/\langle f\rangle \;\rightarrow \;0,}
показывает, что
{\displaystyle HS_{R/\langle f\rangle }(t)=(1-t^{\delta })HS_{R}(t).}
Рассматривая числители, получаем доказательство следующего обобщения теоремы Безу:
Если f — это однородный многочлен степени {\displaystyle \delta }, который не является делителем нуля в R, то степень пересечения V с гиперповерхностью, определённой f, равна произведению степени V на {\displaystyle \delta } .
Более геометрически это можно переформулировать следующим образом: если проективная гиперповерхность степени d не содержит ни одной неприводимой компоненты алгебраического множества степени δ, то степень их пересечения равна dδ.
Обычная теорема Безу легко выводится из этого утверждения, если начинать с гиперповерхности и последовательно пересекать её с n - 1 другими гиперповерхностями.